# Johan Gottfrid Zaar
Johan Gottfrid Zaar, född 15 maj 1754 i Karlshamn, död 30 juli 1818 i Stockholm, han var mellan 1773 och 1780 aktör och sångare vid Kungliga Operan i Stockholm. Han anställdes efter det som violinist vid Hovkapellet.

## Biografi
Zaar föddes 15 maj 1754 i Karlshamn. Han var son till stadsfältskäraren Johan Zaar och Anna Stina Alm. Han var mellan 1773 och 1780 aktör och sångare vid Kungliga Operan i Stockholm. Han reste utomlands mellan 1780 och 1796 och fick beröm för sin virtuositet på cittra och violin. Zaar anställdes 1 oktober 1811 vid Kungliga Hovkapellet i Stockholm som violast och slutade 1 oktober 1815. Han avled 30 juli 1818.

## Musikverk
- En lite arpeggio. Uppförd 1779 i Stockholm och 1780 i Karlskrona.[5]

### Orkester
- Konung Gustaf Adolphs marsch för violin och orkester. Uppförd februari 1799.[5]

### Kammarmusik
- Ariette med variationer för violin. Uppförd december 1778.[5]
- Fantasi och variationer på en nord bondvisa för violin. Uppförd maj 1797 i Karlskrona.[5]
- Rondo med variationer för violin. Uppförd mars 1797 i Karlskrona.[5]
- Rondo polacca för violin. Uppförd mars 1797 i Karlskrona och november 1797 i Göteborg.[5]
- Tysk frimurarvisa med variationer för violin. Uppförd mars 1797 i Karlskrona.[5]
- Variationer över ”Gustafs skål” för violin. Uppförd mars 1779 och 1797 i Stockholm, 1781 i Karlskrona och 1796 i Norrköping.[5]